# トビリシ国立大学

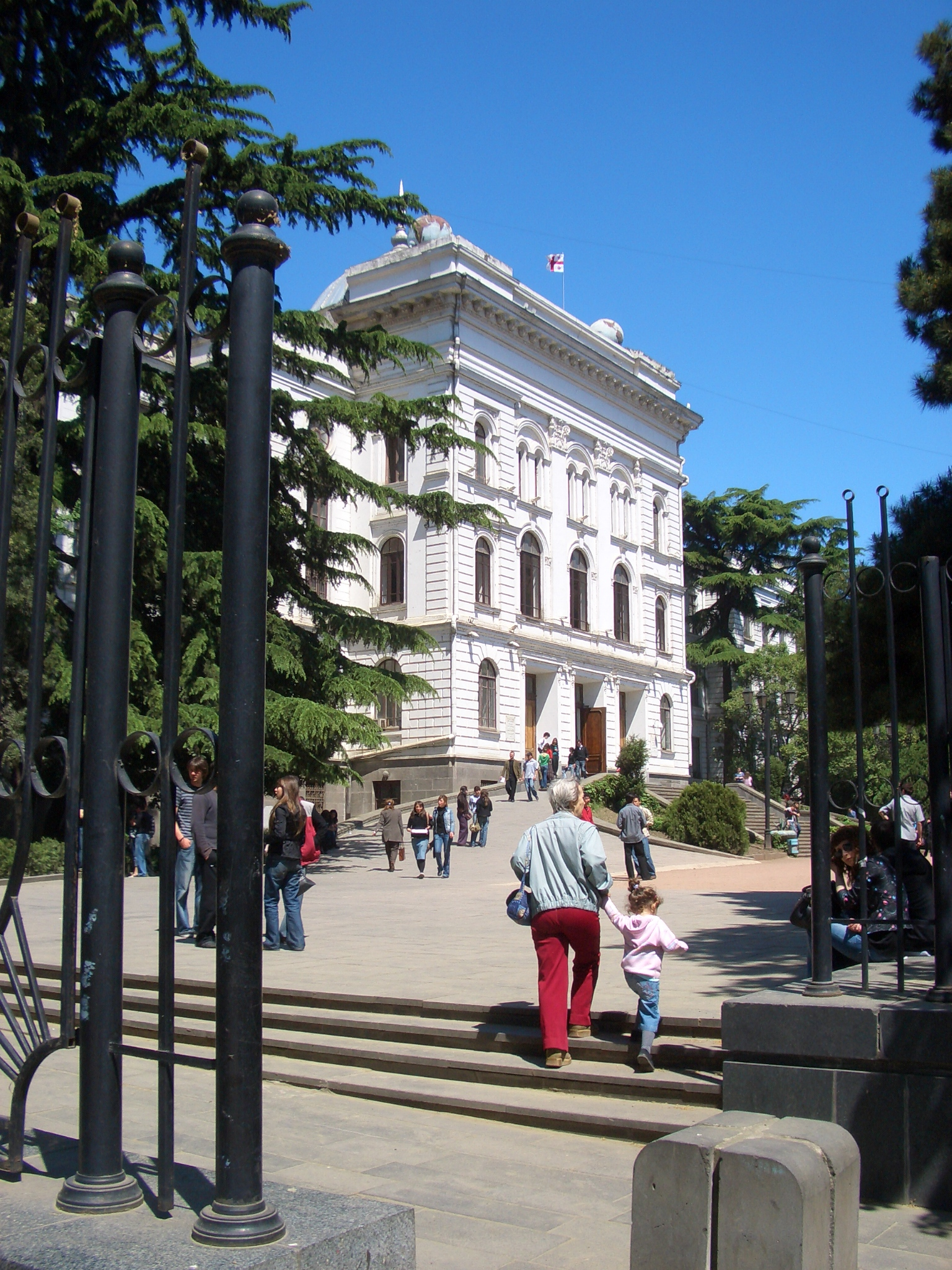
トビリシ国立大学コーパスI

イヴァネ・ジャヴァヒシヴィリ記念トビリシ国立大学（イヴァネ・ジャヴァヒシヴィリきねんトビリシこくりつだいがく、グルジア語: ივანე ჯავახიშვილის სახელობის თბილისის სახელმწიფო უნივერსიტეტი, ラテン文字転写: ivane javakhishvilis sakhelobis tbilisis sakhelmts'ipo universit'et'i, 英語: Ivane Javakhishvili Tbilisi State University、しばしば旧名のトビリシ国立大学またはTSU（Tbilisi State Universityの略）と略称される）は、1918年2月8日にグルジアのトビリシに設立された国立研究大学である。何世紀にもわたってグルジアで断続的に機能してきたアカデミーと神学校を除き、TSUはグルジアとコーカサス地方で最も古い大学である。1万8000人以上の学生が在籍し、教員と職員（協力者）の総数は5000人である。USニューズ&ワールド・レポートの大学ランキングでは、TSUはワルシャワ大学と並び、世界で359位にランクインしている。  
ジョージア国内に五つの大学分校、六つの学部、60の科学研究室とセンター、一つの科学図書館（370万冊の本と定期刊行物が蔵書）、七つの博物館、出版社、印刷機（新聞Tbilisis Universiteti）を持っている。   
大学の主な創設者は、ジョージアの歴史家であり学者であったイヴァネ・ジャヴァヒシヴィリだった。共同設立者の中には、ギオルギ・アフヴレディアニ、シャルヴァ・ヌツビゼ、ディミトリ・ウズナゼ、グリゴル・ツェレテリ、アカキ・シャニゼ、アンドレア・ラズマゼ、コルネリ・ケケリゼ、イオセブ・キプシゼ、ペトレ・メリキシヴィリ、エクヴティメ・タカイシヴィリなどの科学者もいた。グルジアの化学者であるペトレ・メリキシヴィリ教授は、TSUの最初の学長になった。 
2016年9月以降のTSUの学長はギオルギ・シャルヴァシゼ（Giorgi Sharvashidze）。TSUには、法学、経済学、商学、人文科学、医学、社会政治学、精密・自然科学、および独立した経済学の大学院としてのトビリシ国立大学国際経済学部の6つの学部がある。 

## 歴史

1918年のトビリシ国立大学の裏側の建物

トビリシ国立大学は、グルジアの歴史家イヴァネ・ジャヴァヒシヴィリと彼の教え子のグループの指導により1918年に設立された。当時、この種の教育機関はコーカサス地方では初めてで唯一だった。大学は、1899年から1906年にかけて建築家シモン・クルディアシヴィリによって建設されたグルジア貴族ギムナジウムのかつての建物にある。 
ジョージアには教育の伝統があり、コルキスにあるファジシ哲学と修辞学大学院（4世紀）が機能していることからも明らかである。パレスチナ（5世紀）、シリア（6世紀）、ギリシャ（10 - 15世紀）、ブルガリア（11世紀）に文化啓発センターを設置するなど、グルジアのジェラート及びイカルトアカデミー（11 - 12世紀）;しかし、政治的・経済的に後退し、ついにはロシアの植民地となった結果、グルジアにはその後数百年間国家的な高等教育機関が存在しなかった。 

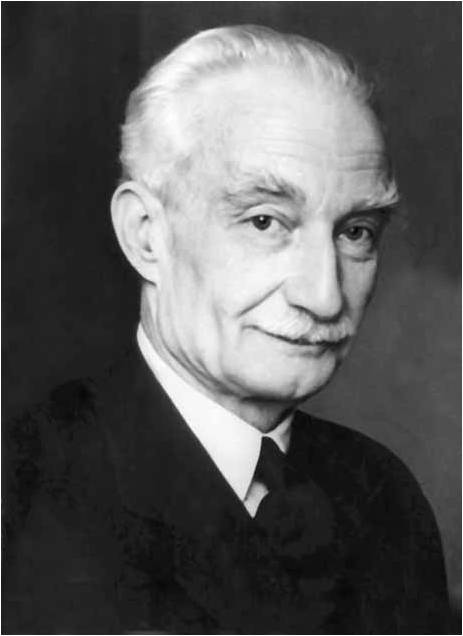
創設者イヴァネ・ジャヴァヒシヴィリ

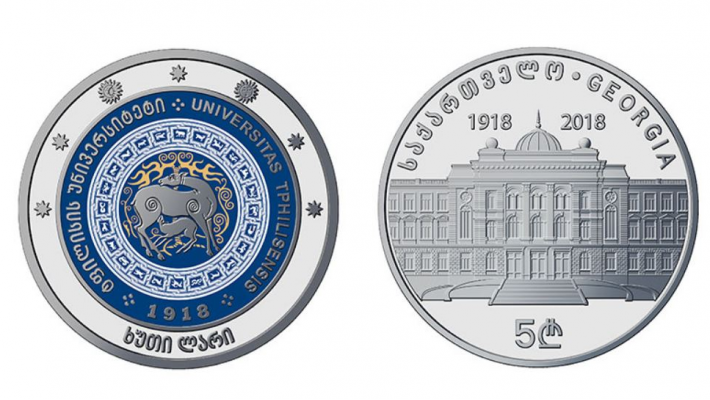
イヴァネ・ジャヴァヒシヴィリ記念トビリシ国立大学の創立100周年を記念したコレクターコイン

グルジアが独立し、国民民主国家になった後、20世紀初頭のグルジア人の最初の成果の1つは、トビリシのグルジア国立大学の設立だった。その後、強制的なイデオロギーと激しい検閲にもかかわらず、ボルシェビキ・共産主義時代を通じて、トビリシ国立大学は数学、心理学、哲学、言語学、歴史学の学部を維持した。ジョージア科学アカデミーおよびその他の高等教育機関の設立は、大学によって奨励された。 
大学は、1918年1月26日、ジョージア王朝のダヴィト4世王の記念日に開かれた。王にちなんで名付けられた大学の庭の教会は、1995年9月5日から機能している。1989年、大学は創設者であるイヴァネ・ジャヴァヒシヴィリにちなんで改名された。 
化学者兼教授であるペトレ・メリキシヴィリは、大学の最初の学長に選出された。大学の設立当初は、哲学という学部が1つあった。ジョージア王朝時代の歴史家であるイヴァネ・ジャヴァヒシヴィリが最初の講義を行った。1918年の初めに、教授と講師の委員会は18人になり、大学の学生団体は369人の学生と89人の無料の聴衆を数えた。 
現在、授業と教育に携わっている教授は3275人で、この中には学界出身者55人、教授・医師595人、助教授・科学専攻者1246人が含まれている。 
35000人以上の学生が同大学とその下の八学部で学んでいる。大学における重要な変化は、大学の科学評議会が「大学教育の概念」を採択した1994年4月25日に始まり、1994年以降、大学は二段階の学習形態（段階的な再編は1992年に始まった）に移行した。 
2005年の初めに実施された改革のIステージの終わりに、TSUで機能している組織は、教授184人の22学部、46学部の8支部、3つの科学研究および学術研究施設、81の科学研究施設およびセンター、研究室と研究室、161の研究室と研究室、臨床病院と診断センター、出版・編集施設。365万品目を所蔵する図書館、5つの寮であった。学士課程では95の教育プログラムが、修士課程では194の教育プログラムが、一段階授業では16の教育プログラムが使用された。トビリシ大学に含まれる学部は以下の通り。 
- 数学部（1944年に学部を改名したアンドレア・ラズマゼ、ニコロズ・ムスヘリシヴィリ、イリア・ヴェクア、ヴィクトル・クプラゼ、アンドロ・ビサゼなど）
- 物理学部（エレプテル・アンドロニカシヴィリ、マテ・ミリアナシヴィリ、ヴァガン・ママサフリソヴ、ギヴィ・フツィシヴィリ、アルベルト・タヴヘリゼなど）
- 心理学部（ディミトリ・ウズナゼDimitri Uznadzeなど）
- 生理学部（イヴァネ・ベリタシヴィリIvane Beritashviliなど）
- 国立ジョージア歴史学部（イヴァネ・ジャヴァヒシヴィリなど）
- 文学史（コルネリ・ケケリゼKorneli Kekelidzeなど）
- グルジア哲学（シャルヴァ・ヌツビゼShalva Nutsubidzeなど）
- 美術研究（ギオルギ・チュビナシヴィリなど）
- グルジア語・コーカサス諸語学部（アカキ・シャニゼ、ギオルギ・アフヴレディアニ、アルノルド・チコバヴァなど）
- 東洋および古典哲学（グリゴル・ツェレテリ、シモン・カウフチシヴィリ、ギオルギ・ツェレテリなど）
- Kartvelology（カルトヴェリ研究）

議長と科学研究部門は、大学院生と科学的学位の準備に役立つ。26の資格協議会は、ほぼすべての科学分野で科学の学位を授与するために活動している。 
1994年に大学で医学教育が復活した。もともと医学の科目は生物学・医学部で開かれ、医学部は2000年に独立した組織となった。ヘルスケア管理センターと継続的医学教育部門が開設され、医学および医療情報サービスの評議会が設立された。大学診断センターは、大学の教授、講師、協力者にヘルスケアを提供している。 

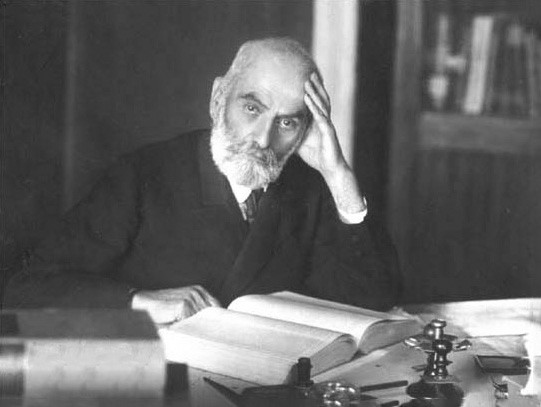
一等教授ペトレ・メリキシヴィリ

印刷機は1923年に、出版社は1933年に設立された。大学アーカイブは1933年に設立された。科学版「The Proceedings of Tbilisi University」は1919年から発行されている。学生向け教科書プログラムは1996年から機能している。大学は週刊新聞「トビリシス・ウニヴェルシテティ (Tbilisis Universiteti)」（1927年以降）と「カルトゥリ・ウニヴェルシテティ (Kartuli Universiteti)」（1998年以降）を発行している。 
トビリシ大学では、心理学者の国際シンポジウム（1979、1986）、グルジアの芸術に関するシンポジウム（II-1977、IV-1983、VI-1989）、ロシア語とロシア文学の教育に関する国際シンポジウム（1980、1984、1988）、ドイツ文学の問題（1983、1989）、古典文献学（1969、1975、1980、1990、1995、1996）、宗教と倫理（1907、国際私法（1985）、国際カルトヴェリ研究シンポジウム（I-1987、II-1988、III-1995）などの国際会議や国際シンポジウムが開かれた。 
コーカサス研究は、学術研究の主要な傾向の1つである。国際的な学術雑誌「Caucasica」は1998年から出版されている。 
現代の主要な問題に対する国際会議が大学で開催された：「コーカサス、民主化の問題」（1995）、「ジョージアの法改革」（1995）、「ジョージアの大学改革」（1995）、「数世紀にわたるヘレニズム研究」（2000）。サマースクールは、外国人のKartvelian研究を行う科学者 (Kartvelologists) 向けに開催される。 

## 学部
TSUには6つの学部がある。 

### 精密自然科学部
学部には数学、物理学、化学、地理学、コンピューター科学、生物学、地質学、電気電子工学の8つの部門がある。11の学士号、18の修士号、10の博士号プログラムが学部で運営されている。 

### 人文学部
イヴァネ・ジャヴァヒシヴィリ記念トビリシ国立大学の人文学部は、1918年に設立された最初のグルジア大学の哲学部の後継である。 
学部の使命は、現代の研究と方法論の導入、人文科学の分野における科学研究と研究に基づく教育活動の発展を促進することである。

### 社会政治学部
2005年5月、大学改革の間に、イヴァネ・ジャヴァヒシヴィリ記念トビリシ国立大学の22学部のうち6学部が設立され、政治社会科学部もその1つだった。教員の使命は、教育と研究を通じて資格のある専門家を養成し、社会科学を発展させることである。 
教員は7つの教育科学的方向性を持ち、学生に次の学士、修士、博士プログラムを提供する。 
政治学、ジャーナリズム、国際関係、人文地理学、社会学、ソーシャルワーク。 

### 心理学・教育科学部
2014年10月、心理学部門は社会政治学部から分離され、教育学教育研究研究所は人文学部から分離された。したがって、心理学と教育科学の学部は、上記の教育方向の合併の結果として設立された。現在、約1400人の学生が心理学教育学部（3つの教育段階）で学んでおり、約60人の教授が教えている。4つの学士号プログラムと、最大15の修士号と博士号プログラムが学部で実施されている。

### 経済学・ビジネス学部
経済学部は、1921年に設立された社会経済学部に基づいて、1931年にトビリシ国立大学に独立した組織として設立された。1944年まで、経済学部は国内で最初で唯一の教育研究センターだった。現在、ほぼすべてのグルジアの大学が経済学のコースを提供しており、経済学部の卒業生が講義を行っている。 
2005年まで、トビリシ国立大学の4つの学部（経済学部、ミクロ経済・経営学部、マーケティング・商学部、国際ビジネス学部）が経済およびビジネスの分野の専門家を養成していた。トビリシ国立大学の最大の学部である経済・ビジネス学部の設立はグルジアの教育システムと2005年のTSUで行われた改革の結果である。 

### 法学部
グルジアの政治的統一と強化、経済成長と発展は、グルジアの文化の発展に必要なすべての土台を生み出したが、これらは完全に、ゲラティとイカルトの文化教育センターの存在によって確認することができる。 

### 医学部
高等医学教育の歴史は、トビリシ国立大学に医学部が設立された1918年10月に始まる。1919年5月以降、教授会の決定により、医学部は独立したユニットとして存在し続け、1930年にトビリシ国立医学研究所が医学部に基づいて設立された。 
1995年に、イヴァネ・ジャヴァヒシヴィリ記念トビリシ国立大学で医学教育が復活した。最初は医学・生物学部で医学の専門科目として、2000年には独立した学部として。 
教員は、医師と歯科医向けの1層のアカデミックプログラムを実施している。2006年以来、TEMPUSプロジェクトの枠組みの中で、ボローニャのプロセスとチューニングの方法論に完全に従って、作業療法の新しい学士プログラムを運営している。学部の臨床部門および理論部門では、指導プロセスは主要な医療機関で行われる。優秀な学生は、ドイツのライプツィヒ大学とドレスデン大学の学術研究クリニックで専門的なトレーニングを受ける。 
同学部は、修士課程(公衆衛生、疫学、生物統計学)や博士課程だけでなく、研修期間後の学位取得のための学術課程に代わるものを運営している。 

## 制度と管理
TSUには中央キャンパスがなく、建物は市内に広がっている。最も古い建物は、大学の本部が置かれている#1である。最初のTSUキャンパスの中庭には、トビリシ国立大学の創設者が横たわり、その名前は、ジョージア州における様々な科学学校の設立と発展を意味している。トビリシ国立大学のパンテオンは、特別な文化的および歴史的な場所の1つである。

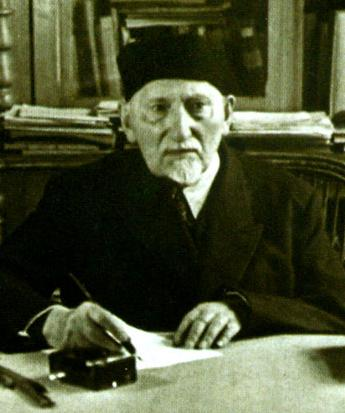
グルジアの歴史家、考古学者、公共の恩恵者エクヴティメ・タカイシヴィリ、TSUの創設者および教授

### 代表取締役
理事会は、学部によって選出される大学の代表機関である。理事は、各組織の人数に比例して、学生および学者から個別に選出される。
理事会は、一般投票、直接選挙、平等な選挙に基づいて、秘密投票により大学内から選出される。学生は理事会の3分の1を占めている。理事会には、大学の図書館の代表者が含まれている。 

### アカデミックカウンシル
アカデミックカウンシルは、大学の最高代表機関である。評議会は、直接、自由、平等な選挙に基づいて、秘密投票により、学部の教職員と学生評議会のメンバーである学生の自治の代表者によって選出される。アカデミックカウンシルのメンバーとして選出されるのは教授のみである。 

### 学長
学長は大学の最高の学術機関であり、学術評議会の議長を務め、国内および国際的な学術および研究分野で大学を代表している。学長は、秘密投票により、学術評議会メンバーの多数決により選出される。 

### 総長
総長は、金融問題、材料および人的資源の分野で大学の最高管理者であり、金融および経済関係の機関を代表している。 
総長は、学術評議会により指名され、秘密投票により、代表委員会により承認される。任期は4年である。 

### その他
歴史、ジョージア移民、鉱物学、地質学・古生物学、地理学、動物学・植物学の博物館がある。 
5つの寮は、最大2200のリビングルームを収容できる。 
大学には、スフミ、メスヘティ、オズルゲティ、シグナギ（カヘティ）、ズグディディ、クヴェモ・カルトリ（マルネウリ）、ジャヴァヘティ、ポティに8つの支部がある。 
大学はIvaneJavakhishviliスクールN53、N.MuskhelishviliスクールN55、prof．T.Georgia物理数学寄宿学校、トビリシライシーアム、ルスタヴィギムナジウム、Gurjaaniカレッジ、Khobiスクールからなる。

## 所属
大学は、外国の科学・教育センターと連絡を取り合っている。 
ザールラント大学とイェーナ大学（ドイツ）、エモリー大学とジョージア国立大学（アメリカ）、セント・メアリーズ大学（カナダ）、ワルシャワ大学とウッチ大学（ポーランド）、マラガ大学とサラマンカ大学（スペイン）、ナント大学、パリ第8大学、パリ第13大学、グルノーブル大学およびトゥーロン大学（フランス）、ブリストル工科大学、ブルネルおよびロンドン大学（イギリス）、ブダペストエトボスロラン大学（ハンガリー）、ビルケント、トラブゾン黒海およびアンカラ大学（トルコ）、パレルモ、ローマサピエンツァ、ピザ、ベネチア大学（イタリア）、アテネ、ピルエウス、イオアニナ、サロニキ大学（ギリシャ）、国際核物理学センター、オーフス大学（デンマーク）、ブカレスト大学（ルーマニア）、ウィーン大学（オーストリア）、テヘラン、ギラン大学（イラン）、カイロ大学（エジプト）。TSUは、欧州大学協会、ユネスコ、欧州評議会、その他の国際機関と関係がある。 

## 学長
- ペトレ・メリキシヴィリ(Petre Melikishvili)-1918/I-1919/XII
- イヴァネ・ジャヴァヒシヴィリ-1919/XII-1926/VI
- テド・グロンティ(Tedo Ghlonti)-1926/IX-1928/IX
- マラキア・トロシェリゼ(Malakia Toroshelidze)-1928/IX-1930/IX
- イヴァネ・ヴァシャクマゼ(Ivane Vashakmadze)-1930/I-1931/IX
- アレクサンドレ・エルコマイシヴィリ(Aleksandre Erkomaishvili)-1931/X-1932/XII
- レヴァン・アグニアシヴィリ(Levan Agniashvili)-1933/IV-1935/VI
- カルロ・オラグヴェリゼ(Karlo Oragvelidze)-1935/VI-1937/VI
- ギオルギ・キクナゼ(Giorgi Kiknadze)-1937/VII-1938/IX
- ダヴィト・キプシゼ(Davit Kipshidze)-1938/X-1942/II
- アレクサンドレ・ジャネリゼ(Aleksandre Janelidze)-1942/II-1945/VII
- ニコロズ・ケツホヴェリ(Nikoloz Ketskhoveli)-1945/VII-1953/VI
- イリア・ヴェクア(Ilia Vekua)-1953/VII-1953/IX、1966/IV()-1972/IV
- エルミレ・ブルチュラゼ(Ermile Burchuladze)-1953/IX-1954/IX
- ヴィクトル・クプラゼ(Victor Kupradze)-1954/IX-1958/III
- ギオルギ・ゾツェニゼ(Giorgi Dzotsenidze)-1958/IV-1959/III
- エヴゲニ・ハラゼ(Evgeni Kharadze)-1959/III-1966/III
- ダヴィト・チヒクヴィシヴィリ(Davit Chkhikvishvili)-1972/V-1980/II
- ヴァジャ・オクジャヴァ(Vazha Okujava)-1980/III-1985/IX
- ノダル・アマグロベリ(Nodar Amaghlobeli)-1985/IX-1991/VIII
- タマズ・ガムクレリゼ(Tamaz Gamkrelidze)-1991/VIII-1991/IX
- オタル・ジャパリゼ(Otar Japaridze)-1991/IX-1991/X
- ロイン・メトレヴェリ(Roin Metreveli)-1991/X-2004/X
- ルスダン・ロルトキプナゼ(Rusudan Lortkipanidze)-2004/XII-2006/IV
- ギオルギ・フブア(Giorgi Khubua)-2006/IV-2010/VIII
- アレクサンドレ・クヴィタシヴィリ(Alexander Kvitashvili)-2010/VIII-2013/VII
- ヴラディメル・パパヴァ(Vladimer Papava)-2013/VII-2016/III
- ダレジャン・トヴァルトヴァゼ(Darejan Tvaltvadze)（事務取扱）-2016/IV-2016/IX
- ギオルギ・シャルヴァシゼ(Giorgi Sharvashidze)-2016/IX-

## 出身者

### 首相
- イラクリ・ガリバシヴィリ
- ビジナ・イヴァニシヴィリ
- ギオルギ・アルセニシヴィリ
- ニコロズ・ギラウリ
- ヴラディメル・グルゲニゼ
- ズラブ・ジヴァニア

### 国会議長
- ダヴィト・ウスパシヴィリ
- ダヴィド・バクラゼ
- ニノ・ブルジャナゼ
- ヴァフタング・ゴグアゼ

### その他
- ニコロス・アプカザワ、法学者、外交官
- Ilia Abuladze、言語学者
- ギウリ・アラサニア、歴史家
- ギヴィ・アルハジシヴィリ、作家、詩人、エッセイスト
- 哲学者、作家、ノーベル賞候補のギヴィ・マルグヴェラシヴィリ
- タマル・ベルチャシヴィリ、ジョージア外務大臣
- TBC BankのCEO、Vakhtang Butskhrikidze
- アルノルド・チコバヴァ、言語学者
- レヴァン・チラシヴィリ、考古学者
- Juansher Chkareuli、物理学者
- Gia Dvali、物理学者
- アナ・ドリゼ、活動家
- Guranda Gvaladze、植物学者
- Evgen Gvaladze、弁護士および政治家
- コバ・グヴェネタゼ、ジョージア国立銀行総裁
- Gia Getsadze、弁護士
- ニコロズ・ジャナシア、歴史家
- カハ・カラゼ、政治家および引退したサッカー選手
- ジョン・ヘツリアニ、弁護士
- Dimitri Kumsishvili、財務大臣
- ダヴィド・ロルドキパニゼ、人類学者
- 歴史家ギオルギ・メリキシヴィリ
- アカ・モルチラゼ、作家
- ジャバ・ムジリ、サッカー選手
- ギア・ノディア、ジョージア州教育科学大臣、政治学者、政治学者
- イラクリ・オクルアシヴィリ、政治家
- ブラト・オクジャヴァ、著名な作家、詩人、ミュージシャン
- グリゴル・ペラゼ、神学者、歴史家
- アンドレア・ラズマゼ、数学者、トビリシ大学共同設立者
- ヴィクトル・サネイエフ、陸上競技選手
- Anna Schchian、植物学者
- ギオルギ・タルガマゼ、政治家
- ラシャ・ジュヴァニア、政治家、外交官
- マヤ・ツキティシヴィリ、地域開発・インフラ大臣

## 参照資料
1. ↑  “ივანე ჯავახიშვილის სახელობის თბილისის სახელმწიფო უნივერსიტეტის გერბი”.   Tbilisi State University. 2015年1月31日閲覧。
2. ↑  “თბილისის სახელმწიფო უნივერსიტეტის  ბიუჯეტი”. 2018年2月24日閲覧。
3. ↑  “Ivane Javakhishvili Tbilisi State University in Georgia, US News Best Global Universities”. 2018年2月24日閲覧。
4. ↑  “New Tbilisi.Gov.Ge - თბილისის მერიის ოფიციალური ვებ გვერდი”.   Tbilisi.gov.ge. 2012年2月20日時点のオリジナルよりアーカイブ。2014年1月5日閲覧。
5. 1 2  [リンク切れ]
6. ↑  “Ivane Javakhishvili Tbilisi State University”. Ivane Javakhishvili Tbilisi State University. 2019年9月23日閲覧。
7. ↑  “Ivane Javakhishvili Tbilisi State University”. Ivane Javakhishvili Tbilisi State University. 2019年9月23日閲覧。
8. ↑  “Ivane Javakhishvili Tbilisi State University”. Ivane Javakhishvili Tbilisi State University. 2019年9月23日閲覧。
9. ↑  “Ivane Javakhishvili Tbilisi State University”. Ivane Javakhishvili Tbilisi State University. 2018年4月19日閲覧。
10. ↑  “Ivane Javakhishvili Tbilisi State University”. Ivane Javakhishvili Tbilisi State University. 2019年9月23日閲覧。
11. ↑  “Ivane Javakhishvili Tbilisi State University”. Ivane Javakhishvili Tbilisi State University. 2019年9月23日閲覧。
12. ↑  “Ivane Javakhishvili Tbilisi State University”. Ivane Javakhishvili Tbilisi State University. 2014年3月26日閲覧。
13. ↑   Archived 2007-07-08 at the Wayback Machine.
14. ↑  https://www.tsu.ge/en/government/administration/departments/museum/history_of_the_museum/